# Municipio de Byron (Illinois)
El municipio de Byron (en inglés: Byron Township) es un municipio ubicado en el condado de Ogle en el estado estadounidense de Illinois. En el año 2010 tenía una población de 6563 habitantes y una densidad poblacional de 68,05 personas por km².

## Geografía
El municipio de Byron se encuentra ubicado en las coordenadas 42°9′59″N 89°15′49″O / 42.16639, -89.26361. Según la Oficina del Censo de los Estados Unidos, el municipio tiene una superficie total de 96.44 km², de la cual 95 km² corresponden a tierra firme y (1.49%) 1.44 km² es agua.

## Demografía
Según el censo de 2010, había 6563 personas residiendo en el municipio de Byron. La densidad de población era de 68,05 hab./km². De los 6563 habitantes, el municipio de Byron estaba compuesto por el 96.71% blancos, el 0.61% eran afroamericanos, el 0.21% eran amerindios, el 0.52% eran asiáticos, el 0.02% eran isleños del Pacífico, el 0.46% eran de otras razas y el 1.48% pertenecían a dos o más razas. Del total de la población el 2.68% eran hispanos o latinos de cualquier raza.